# Roger Brown (sciatore)
Roger G P Brown (1981) è un ex sciatore alpino statunitense.

## Biografia
Roger Brown, originario di Norwich, proviene da una famiglia di grandi tradizioni nello sci alpino: è figlio di Marilyn Cochran e nipote di Mickey Cochran il quale, dopo aver allenato personalmente i quattro figli che sarebbero entrati nella nazionale statunitense (Bob, Barbara, Lindy e Marilyn), nel 1974 sarebbe divenuto allenatore della stessa squadra nazionale. Anche la generazione di Brown avrebbe fornito diversi elementi alla nazionale statunitense, come i suoi cugini Jimmy Cochran, Ryan Cochran-Siegle, Jessica Kelley, Robby Kelley e Tim Kelley.
Attivo in gare FIS dal gennaio del 1997, in Nor-Am Cup Brown esordì il 23 febbraio 1998 a Sugarloaf in supergigante, senza completare la prova, ottenne il primo podio il 4 gennaio 2003 a Sunday River in slalom speciale (3º) e l'unica vittoria, nonché ultimo podio, il 5 gennaio 2006 a Hunter Mountain nella medesima specialità. In Coppa del Mondo disputò 8 gare, tutti slalom speciali (il primo il 22 gennaio 2006 a Kitzbühel, l'ultimo il 25 febbraio 2007 a Garmisch-Partenkirchen), senza portarne a termine nessuna. Si ritirò dalla competizioni ai massimi livelli nel febbraio del 2008 e la sua ultima gara fu uno slalom speciale universitario disputato il 12 febbraio 2011 a Dartmouth, chiuso da Brown al 28º posto; in carriera non prese parte a rassegne olimpiche o iridate.

## Palmarès

### Nor-Am Cup
- Miglior piazzamento in classifica generale: 9º nel 2006
- 4 podi:
  - 1 vittoria
  - 1 secondo posto
  - 2 terzi posti

#### Nor-Am Cup - vittorie
| Data           | Località        | Paese       | Specialità |
| -------------- | --------------- | ----------- | ---------- |
| 5 gennaio 2006 | Hunter Mountain | Stati Uniti | SL         |

Legenda:

SL = slalom speciale